# Orly
Orly je město v jižní části metropolitní oblasti Paříže ve Francii v departmentu Val-de-Marne a regionu Île-de-France. V roce 2006 mělo 21 197 obyvatel. Od centra Paříže je vzdálené 12,7 km.
Na jeho území leží část mezinárodního letiště Orly, které bylo hlavním pařížským letištěm do postavení mezinárodního letiště Charlese de Gaulla.

## Historie
Název Orly je odvozen z latinského označení Aureliacum římského tábora. V roce 829 se lokalita připomíná jako majetek kapituly Notre-Dame v Paříži. V roce 1346 Angličané tři měsíce obléhali Orly, zatímco obyvatelé se schovávali ve věži kostela.
Od počátku třicátých let 20. století se Orly zapsalo do historie civilního letectví prostřednictvím své pilotní výcvikové školy; tato škola je inspirována francouzským průkopníkem v oblasti letectví Marysem Bastiém. Spojení s letectvím má letiště Paříž-Orly vyjádřeno v erbu s pěti stylizovanými letadly ve stříbrném úhlu na modrém pozadí.

## Památky
- Kostel Saint-Germain-de-Paris byl založen koncem 12. století. Věž kostela byla během anglického obléhání ve 14. století zčásti zničena, kostel po opravách zachován v gotické podobě.
- Kaple sv. Kláry
- Mešita v ulici Elsy Trioletové

## Vývoj počtu obyvatel

Poloha města Orly

Počet obyvatel

## Partnerská města
- Campi Bisenzio, Itálie
- Drobeta Turnu-Severin, Rumunsko
- Klin, Rusko
- Pointe-à-Pitre, Francie